# Parafia Nawiedzenia Najświętszej Maryi Panny w Połomi
Parafia Nawiedzenia NMP w Połomi – parafia rzymskokatolicka w dekanacie jastrzębskim w archidiecezji katowickiej. Parafia obejmuje swym zasięgiem wsie Połomia i Gogołowa.

## Historia
Parafia w Połomi powstała na przełomie XIII i XIV wieku.
Została po raz pierwszy wymieniona w spisie świętopietrza sporządzonym przez archidiakona opolskiego Mikołaja Wolffa w 1447 pośród innych parafii archiprezbiteratu (dekanatu) w Żorach pod nazwą Polom zaś od XVI w. do dekanatu wodzisławskiego.
W 1557 roku wybudowano drewniany kościół pod wezwaniem Nawiedzenia Najświętszej Maryi Panny. Gdy pierwszy kościół uległ spaleniu, wzniesiono nowy, również drewniany. W 1842 r. z powodu szybkiego wzrostu liczby parafian rozpoczęto przebudowę kościoła, poszerzając go o „długość jednej belki”, ale i to było za mało. Obecny murowany kościół został wzniesiony w latach 1949-1951, gdy proboszczem parafii był ks. Roman Kopyto. Zamiar budowy nowej świątyni powstał jeszcze przed wybuchem I wojny światowej, ale okupacja i spadek wartości pieniądza uniemożliwiły realizację tych planów. 8 lipca 1951 r. nowo wybudowaną świątynię poświęcił bp Stanisław Adamski. Ku pamięci tego wydarzenia parafia przeżywa swój odpust w każdą pierwszą niedzielę lipca.
Początkowo do parafii należała tylko wieś Połomia, ale po ustąpieniu reformacji na Górnym Śląsku w 1629 roku przyłączono do niej jeszcze wsie Świerklany i Gogołowa. Ta pierwsza miejscowość uzyskała własną parafię pw. św. Anny w 1957 r.
W 30 lipca 1969 r. podczas wichury uległ zawaleniu stary drewniany kościół. Ocalała z niego jedynie wieża, którą rozebrano w 1969 r. i użyto do budowy kościoła Znalezienia Krzyża Świętego w Wiśle Głębcach.

## Proboszczowie
- ks. Henryk Musioł (1921-1945)
- ks. Jerzy Zieliński substytut (1945-1947)
- ks. Roman Kopyto substytut (1947-1957), proboszcz (1957-1965)
- ks. Franciszek Pisulla (1966-1992)
- ks. Andrzej Tatarczyk administrator (1992)
- ks. Jan Joszko (1992-2015)
- ks. Marek Długajczyk (2015-nadal)